# Protective Stadium
Le Protective Stadium est un stade de football américain situé dans le centre ville de Birmingham dans l'État de l'Alabama aux États-Unis.
Détenu et exploité par la Birmingham-Jefferson Civic Center Authority, il est inauguré en 2021 sous le nom de la société Protective Life, holding de services financiers basé à Birmingham, qui verse un million de dollars par an dans le cadre d'un accord de droits de dénomination portant sur une période de 15 ans.
Le stade a une capacité de 47 100 places.

## Histoire

### Football américain
Le stade est utilisé principalement par l'équipe de football américain des Blazers de l'UAB de l'Université de l'Alabama à Birmingham laquelle évolue dans la NCAA Division I FBS. Leur premier match se déroule le 2 octobre 2021 (défaite 12 à 36 contre les Flames de Liberty). Auparavant, l'équipe jouait au Legion Field.
En décembre 2021, le stade a accueilli le Super 7, matchs de séries éliminatoire de niveau lycéen de la Alabama High School Athletic Association (en) (AHSAA). Ces matchs sont organisés lors d'une rotation de trois ans (au minimum jusque 2032), avec deux autres sites, le Bryant–Denny Stadium de Tuscaloosa et le Jordan–Hare Stadium d' Auburn.
Le Birmingham Bowl organisé par la NCAA s'y déroule chaque année depuis l'ouverture du stade. La première édition y jouée le 28 décembre 2021 a été le premier évènement sold-out du stade.
La United States Football League (USFL) y a joue une grande partie de ses matchs lors de la saison 2022 en collaboration avec le Legion Field. En 2023, le stade devient un des quatre sites de cette ligue hébergeant les matchs à domicile des Stallions de Birmingham et des Breakers de La Nouvelle-Orléans.

### Football
Le club de football (soccer) Legion de Birmingham de la USLC (2e division) y joue ses matchs à domicile depuis la saison 2022.

### Autres évènements
Un concert de l'artiste country Garth Brooks en juin 2022 a établi un record d'assistance avec approximativement 50 000 spectateurs
Le stade a accueilli les cérémonies d'ouverture et de clôture des Jeux Mondiaux en juillet 2022.
Une manche du championnat AMA de supercross 2024 s'y est déroulée en mars. Elle a été la deuxième course de Supercross organisée dans l'État de l'Alabama en 50 ans d'existence de la série.
Le 23 mars 2024, une manche du championnat de la côte est de Monster Jam s'est déroulée dans le stade.